# Lophalia prolata
Lophalia prolata là một loài bọ cánh cứng trong họ Cerambycidae.